# Rhopodytes
A Rhopodytes a madarak osztályának kakukkalakúak (Cuculiformes) rendjébe, valamint a kakukkfélék (Cuculidae) családjába és a selyemkakukkformák (Phaenicophaeinae) tartozó nem.
Egyes rendszerbesorolások a Phaenicophaeus nembe sorolják az ide tartozó fajokat is.

## Rendszerezés
A nembe az alábbi 4 faj tartozik:
- feketehasú selymeskakukk (Rhopodytes diardi  vagy  Phaenicophaeus diardii)
- szumátrai selymeskakukk (Rhopodytes sumatranus  vagy  Phaenicophaeus sumatranus)
- zöldcsőrű selymeskakukk (Rhopodytes tristis  vagy  Phaenicophaeus tristis)
- kékarcú selymeskakukk (Rhopodytes viridirostris  vagy  Phaenicophaeus viridirostris)